# I Engineer
«I Engineer» es una canción por la banda estadounidense de new wave Animotion. En la canción, el protagonista le dice a su enemigo en forma de ego lírico que el lo vencerá.

## Video musical
El videoclip de la canción, dirigido por Nick Morris, fue filmado en Blackheath, Inglaterra, en el abandonado Royal Herbert Hospital.

## Rendimiento comercial
«I Engineer» se publicó a finales de marzo de 1986 por Mercury Records (como PH 40). Después del lanzamiento, la canción se convirtió en un éxito comercial en Europa, alcanzó la posición #2 en Alemania, #6 en Suiza y #19 en Austria. En los Estados Unidos, el sencillo alcanzó el puesto #76 en el Hot 100 de los Billboard.

## Posicionamiento
| Gráficas (1986)                             | Pico de posición |
| ------------------------------------------- | ---------------- |
| Alemania (Offizielle Top 100)               | 2                |
| Austria (Ö3 Austria Top 40)                 | 19               |
| Estados Unidos (Billboard Hot 100)          | 76               |
| Estados Unidos (Billboard Dance Club Songs) | 27               |
| Suiza (Schweizer Hitparade)                 | 6                |